# Ménéac
Ménéac är en kommun i departementet Morbihan i regionen Bretagne i nordvästra Frankrike. Kommunen ligger i kantonen La Trinité-Porhoët som tillhör arrondissementet Vannes. År 2022 hade Ménéac 1 478 invånare.

## Befolkningsutveckling
Antalet invånare i kommunen Ménéac
| Referens: INSEE |